# Why Did I Choose You?
 Why Did I Choose You?  è una canzone scritta da Michael Leonard e Herbert Martin, per la commedia musicale The Yearling (tratto dall' omonimo romanzo di Marjorie Kinnan Rawlings), cantata da Barbra Streisand. La Streisand inserì il brano nell'album My Name Is Barbra. Il brano è diventato uno jazz standard.

## Versioni notevoli
Il brano venne registrato da Johnny Hartman fra il novembre e il dicembre del 1972 e, nel 1995 fu inserito nella raccolta For Trane (Blue Note)